# Dermatocarpon leptophyllum
Dermatocarpon leptophyllum är en lavart som först beskrevs av Erik Acharius, och fick sitt nu gällande namn av K. G. W. Lång. Dermatocarpon leptophyllum ingår i släktet Dermatocarpon och familjen Verrucariaceae.  Arten är reproducerande i Sverige. Inga underarter finns listade i Catalogue of Life.